# HIGHWAY61
HIGHWAY61（ハイウェイろくじゅういち）は2000年に結成された日本のバンド。2004年にワーナーミュージック・ジャパンと契約。2007年9月に解散。2010年8月20日オリジナルメンバーで復活。

## メンバー
- 堀井与志郎（ほりいともしろう、1975年1月3日-）石川県金沢市出身。ボーカル、ギター担当。
- 井上鞭（いのうえべん、1975年6月13日-）石川県金沢市出身。ギター、ボーカル担当。
- 渡邊大顕（わたなべひろあき、1975年1月24日-）東京都出身。ベース、ボーカル担当。
- 薬師神勝（やくしじんまさる、1978年6月20日-）千葉県出身。ドラム、ボーカル担当。

## 歴史
- 2000年
  - 6月　HIGHWAY61結成。初ライブは吉祥寺Star Pine'S Cafeにて開催。
  - 10月　早稲田大学の主催するロックコンテストに応募し、ライブを勝ち抜き優勝。同年秋より渋谷西武デパート前にてストリートライブを始める。
- 2001年
  - 4月　吉祥寺Planet Kにて5曲入りデモ音源無料配布。STANCE PUNKSのツアー初日に参加。通称“白盤”と呼ばれる5曲入りデモCD-Rを100枚限定で無料配布。
  - 5月　全国ストリートライブツアー敢行。この年のゴールデンウィーク中に渋谷、名古屋、大阪、京都、神戸、金沢、新潟、長野、大宮の9都市でストリートライブを行う。デモテープとTシャツを大量に販売。反響を得る。
  - 7月　初の公式音源となるオムニバス『P魂2001』(廃盤)発売。HIGHWAY61初の公式音源アルバムに「生きる喜び」「GLORY,GLORY!!」で2曲参加。
  - 9月　HIGHWAY61企画「下北沢屋根裏」開催。渋谷屋根裏にてイベント「下北沢屋根裏」を行う。初の完売。
  - 12月　下北沢屋根裏にて初のワンマンライブ。完売。

- 2002年
  - 6月　「LIVE at 下北沢屋根裏」発売初のライブ映像作品。限定1000本。1stシングル「レット・イット・シャイン」発売チャート100位以内に初のランクイン。
  - 7月　石川県森林公園「KIT POP HILL」に出演し、初の野外フェスに出演。
  - 8月　HIGHWAY61企画「トモシロウ宣言」下北沢屋根裏シリーズ企画第1弾。加古川スターダンスでのライブ中に渡邊大顕が骨折。

- 2003年
  - 1月　初のフルアルバム「Best of HIGHWAY61」発売。チャート100位以内ランクイン。渋谷タワーレコードStage oneにてレコ発「トモシロウ暴動」が行われた。
  - 2月　熊谷VOGUEを皮切りに全国ツアー「COME ON IN MY KITCHEN TOUR」スタート。（28ヵ所）ツアーファイナルは4月17日に新宿ロフトで行われた。
  - 6月　2ndシングル「ゴールド」、アナログ盤「Best of HIGHWAY61」発売。発売を記念して行われた渋谷ストリートライブには200人を超えるファンが路上を埋めた。
  - 夏 四国モンスターバッシュ。サブステージでの出演。
  - 11月　1stDVD「The First Walts」発売。フジテレビ「ELVIS」の制作スタッフによって作られた。
  - 12月　2ndアルバム「MUSIC PEOPLE」発売。1stから1年足らずで発売された同作はルーツミュージックに対する思いが色濃く出た作品。「ダンシングピャーポーTOUR」スタート。千葉LOOKを皮切りに全国14カ所を回る。

- 2004年
  - 04月　ワーナーミュージック・ジャパンとメジャー契約。1月17日の渋谷O-EASTを以て活動休止。3ヶ月後、活動再開とともにメジャー・デビュー。
  - 08月　メジャー1stシングル「POWER TO LIVE」発売。よりシンプルな方向にシフトした作品。
  - 10月　通算3枚目となるフルアルバムのレコーディングのため渡米。
  - 12月　新宿ロフトにて自主イベント「HIGHWAY61によるウッドストック的祭りVOL.2」開催。
- 2005年
  - 1月　メジャー2ndシングル「銀色バス」発売。カップリングにはボブ・ディランの「風に吹かれて」をカバー。
  - 5月　メジャー3rdシングル「サヨナラの名場面」発売。
  - 6月　メジャー1stアルバム「HIGHWAY61」発売。アメリカ録音による同作はマスタリングをテッド・ジェンセンが手がけた。
  - 12月　盗作騒動（後述）によりシングル「サヨナラの名場面」、アルバム「HIGHWAY61」販売中止。ほぼ同時期にワーナーミュージックジャパンよりメジャー契約を解除される。

- 2006年
  - 1月　所属事務所から独立し、自主レーベルBOUND FOR GLORY !! recordsを設立。自主イベント“BOUND FOR GLORY”を隔月ペースで開催。VOL.3で完売、VOL.4では6月1日に恒例のストリートライブを行った。

- 2007年
  - 09月　朝霧高原にて2日間の野外フェス「MUSIC PEOPLE FESTIVAL」を主催し、解散。
- 2010年
  - 08月　吉祥寺PLANET Kにて復活ライブ。

## ディスコグラフィ

### シングル
- POWER TO LIVE （2004年8月4日）
- 銀色バス 〜希望という名のバス〜 （2005年1月19日）
- サヨナラの名場面／Sing A Well （2005年5月11日, 盗作騒動により販売停止）

### アルバム
- 33rpm （2001年9月26日）
- Best of HIGHWAY61 （HHCD-1063, 2003年1月16日）
  - 本当の僕になりたい / レコード(45rpm) / message to you / ロマンチックな歌を歌おう / ドミノ / センチメンタル・ジャーニー / ロージー(希望の歌) / ゴールド / コノママ… / Cry,Cry,Cry / レット・イット・シャイン
- MUSIC PEOPLE （2003年12月3日）
- HIGHWAY61 （2005年6月1日, 盗作騒動により販売停止）

### EP
- レット・イット・シャイン （2002年6月19日）
- ゴールド （2003年6月1日）

### DVD/VIDEO
- LIVE at 下北沢屋根裏 2001.12.21 （2002年6月21日）
- The FIRST WALTZ （2005年5月11日）

## タイアップ等
- 『Sing A Well』GUITARFREAKS、Drummaniaに提供

## 盗作騒動
- 2005年発売のシングル「サヨナラの名場面」が中島みゆきの「ファイト!」と酷似しているとネット上で騒動が起こり、同年2005年12月24日、サンケイスポーツの記事で、ワーナーミュージック・ジャパンはシングル「サヨナラの名場面／Sing A Well」とアルバム「HIGHWAY61」の販売を停止。「ファイト!」の著作権を有する財団法人ヤマハ音楽振興会がそれに同意したと発表した。